# Puente de Espindo
El puente de Espindo es un puente medieval situado en el lugar de Espindo, perteneciente a la freguesia de Meinedo (municipio de Lousada, norte de Portugal). Su arquitectura es de transición entre el Románico y el Gótico, aunque se acerca más a esta segunda corriente. 
Consta de un solo arco apoyado en sólidos pilares que arrancan directamente de los márgenes. Está listado como monumento de la Ruta del Románico del valle del Sousa.

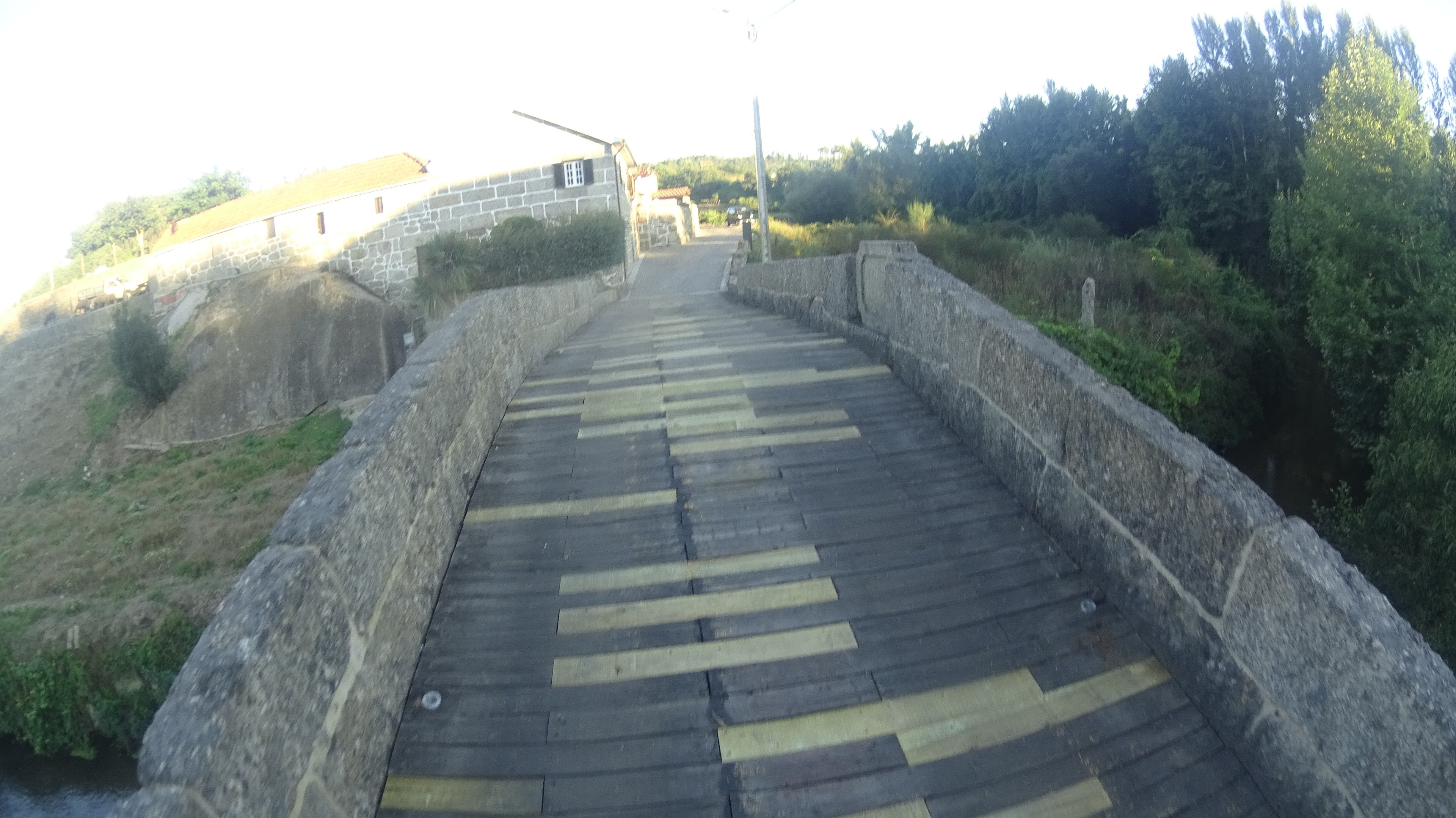

- Datos: Q431794
- Multimedia: Ponte de Espindo / Q431794